# Christian (Brandenburg-Bayreuth)

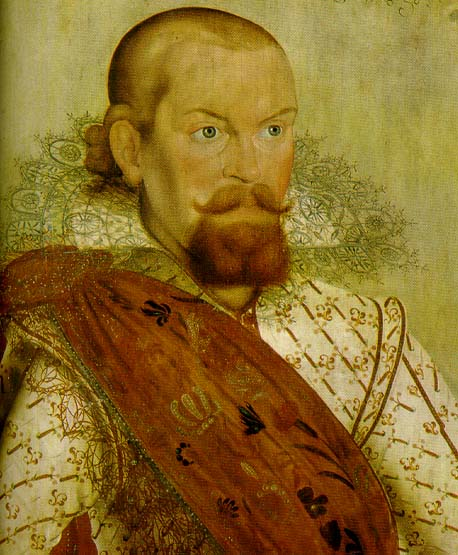
Porträt Christians von Brandenburg-Bayreuth von Heinrich Bollandt, Plassenburg, Markgrafenzimmer

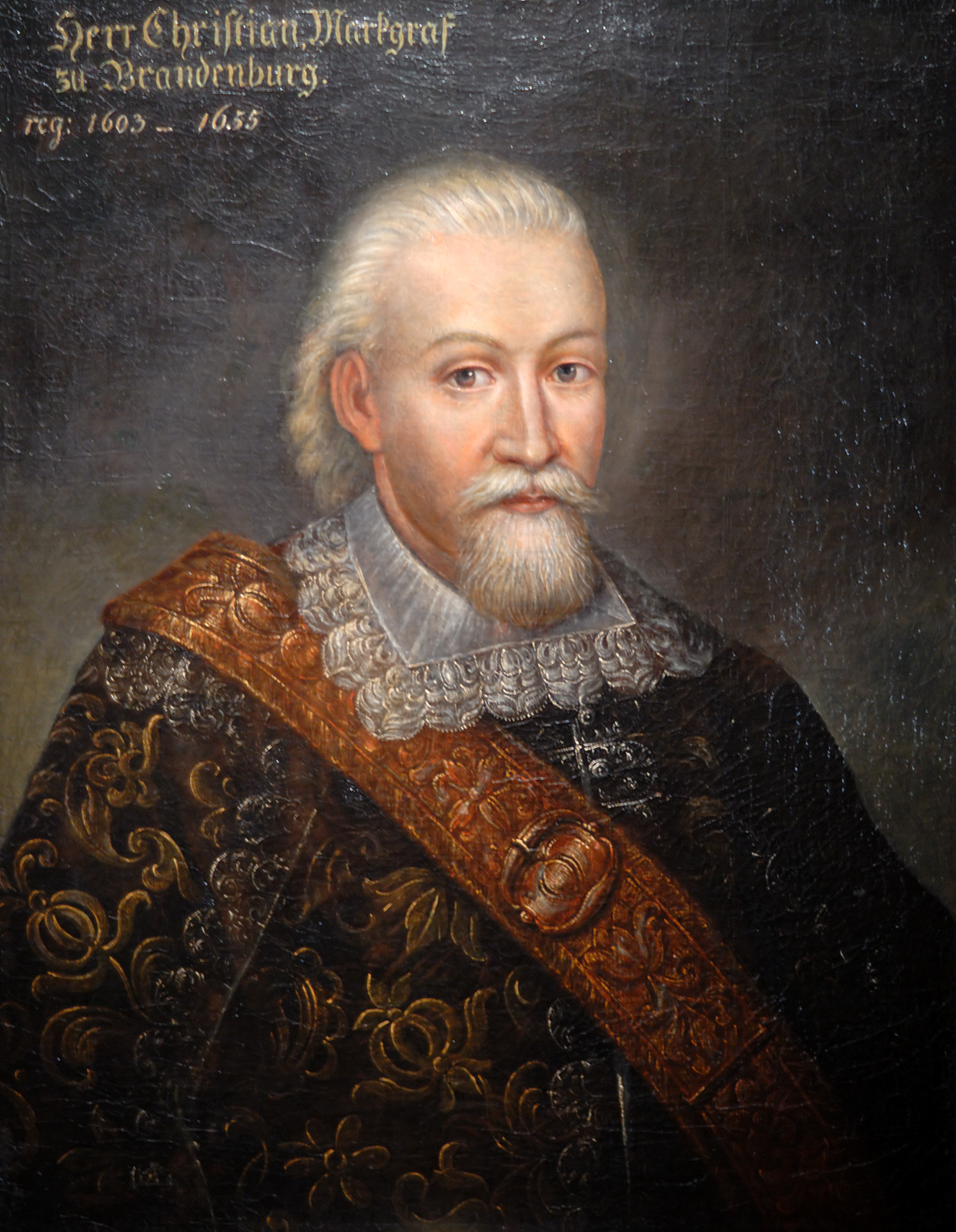
Porträt Christians von Brandenburg-Bayreuth

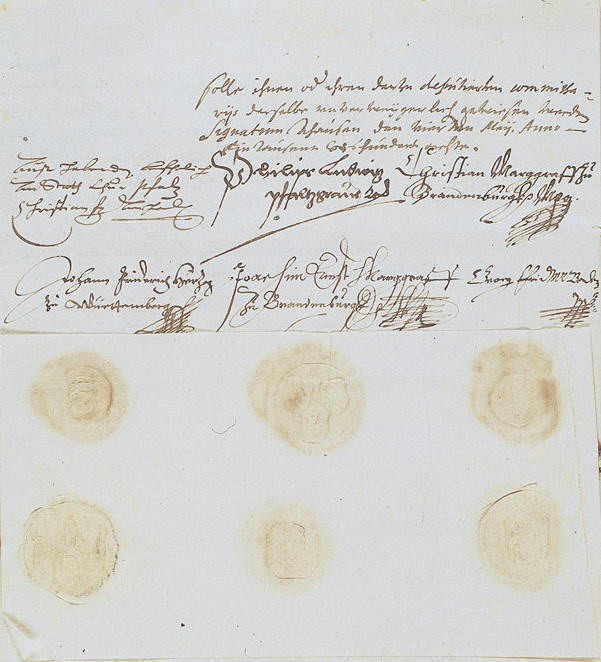
Gründungsurkunde der Protestantischen Union in Auhausen an der Wörnitz am 14. Mai 1608 (heute im Bayerischen Staatsarchiv): Christian, Markgraf zu Brandenburg (rechts oben)

Christian von Brandenburg-Bayreuth (* 30. Januar 1581 in Cölln an der Spree; † 30. Mai 1655 in Bayreuth) war Markgraf des fränkischen Fürstentums Bayreuth von 1603 bis 1655.

## Leben
Christian aus dem Hause Hohenzollern war ein Sohn des brandenburgischen Kurfürsten Johann Georg und dessen dritter Frau Elisabeth (1563–1607), Tochter des Fürsten Joachim Ernst von Anhalt.
Er trat 1603 die Herrschaft im Markgraftum Brandenburg-Kulmbach an, nachdem mit dem Tod von Georg Friedrich I. der Ansbach-Jägerndorfer Zweig der alten Linie der fränkischen Hohenzollern ausgestorben war. Er begründete den Kulmbach-Bayreuther Zweig der jüngeren Linie der fränkischen Hohenzollern.
Die Übernahme der Herrschaft war bereits 1598 durch den Geraer Hausvertrag legitimiert und vorbereitet worden. Seine Regierungsübernahme erfolgte zeitgleich mit der seines Bruders Joachim Ernst im benachbarten Markgraftum Brandenburg-Ansbach. Ab 1604 verlegte Christian die Residenz von Kulmbach nach Bayreuth, wobei die Plassenburg ob Kulmbach weiterhin Landesfestung blieb. Das von ihm regierte Fürstentum wurde seit diesem Zeitpunkt nicht mehr als Brandenburg-Kulmbach, sondern nach der neuen Hauptstadt als Brandenburg-Bayreuth bezeichnet.
1606 wurde er zum Kreisobristen des Fränkischen Reichskreises gewählt. Er war einer der Gründer der am 12. Mai 1608 ins Leben gerufenen Protestantischen Union und verbündete sich im Dreißigjährigen Krieg mit Schweden. Das kleine Fürstentum war kaum auf Kriegshandlungen im eigenen Land vorbereitet. Truppendurchzüge starker freundlicher und feindlicher Verbände führten zu chaotischen Verhältnissen. Die Bevölkerung litt zunehmend unter dem Aufwand der Verpflegung von Truppen bzw. diversen auferlegten Zahlungen. Die dem Markgrafen unmittelbar unterstellten Verbände hatten angesichts der durchziehenden Truppenstärken kaum militärische Bedeutung und erzielten nur mit der Einnahme benachbarter bambergischer Orte nennenswerte Erfolge. In dieser Situation verließ der Markgraf sein Land. Kaiser Ferdinand II. setzte ihn 1635 (in diesem Jahr trat Christian dem Frieden von Prag bei) ab, er regierte jedoch weiter.
Ein Jahr vor seinem Tod unternahm der hochbetagte Markgraf 1654 noch eine Hirschjagd in Neustadt an der Aisch, einer der vier Hauptstädte seines Landes.
Unter dem Gesellschaftsnamen Der Vollblühende wurde er als Mitglied in die literarische Fruchtbringende Gesellschaft aufgenommen.

## Nachkommen

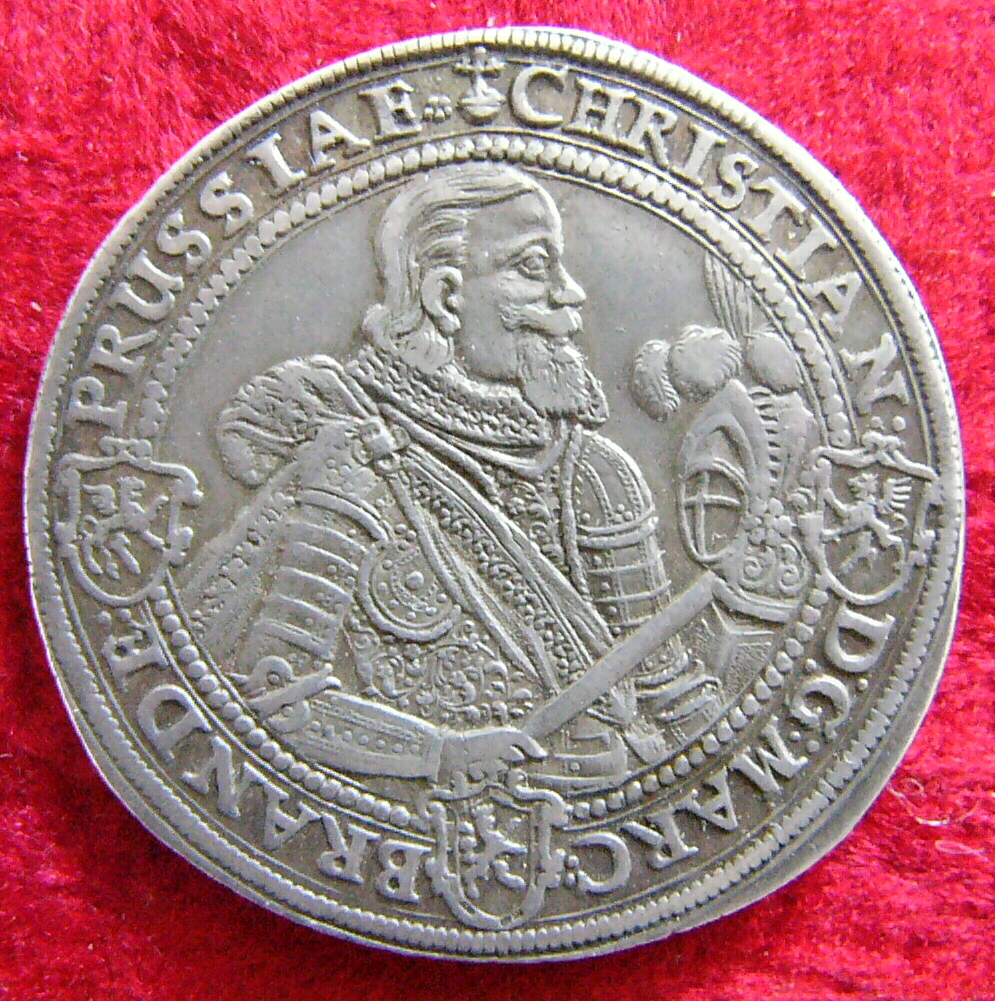
Münze mit dem Porträt des Markgrafen

Er heiratete am 29. April 1604 auf der Plassenburg Marie (1579–1649), eine Tochter von Albrecht Friedrich, Herzog von Preußen, mit der er folgende Kinder hatte:
- Elisabeth Eleonore (*/† 1606)
- Georg Friedrich (*/† 1608)
- Anna Maria (1609–1680)

⚭ 1639 Fürst Johann Anton I. von Eggenberg (1610–1649)
- Agnes Sophie (*/† 1611)
- Magdalena Sibylle (1612–1687)

⚭ 1638 Kurfürst Johann Georg II. von Sachsen (1613–1680)
- Christian Ernst (1613–1614)
- Erdmann August (1615–1651), Erbprinz von Brandenburg-Bayreuth

⚭ 1641 Prinzessin Sophie von Brandenburg-Ansbach (1614–1646)
- Georg Albrecht (1619–1666), (nicht regierender) Markgraf von Brandenburg-Kulmbach (Nebenlinie)

⚭ 1. 1651 Prinzessin Marie Elisabeth von Holstein-Sonderburg-Glücksburg (1628–1664)
⚭ 2. 1665 Gräfin Sophie Marie zu Solms-Baruth (1626–1688)
- Friedrich Wilhelm (*/† 1620)